# Liubotyn
Liubotyn (em ucraniano:   Люботин) é uma cidade do leste da Ucrânia, situada no Oblast de Carcóvia. Tem 31,1 km² de área e sua população em 2020 foi estimada em 20.646 habitantes.